# Korpus Piechoty (Izrael)
Korpus Piechoty (hebr. חיל הרגלים, Hir; zwany również Korpusem Piechoty i Spadochroniarzy)  − wyższy związek taktyczny wojsk lądowych Sił Obronnych Izraela. Izraelska armia dysponuje tylko kilkoma jednostkami operacyjnymi piechoty i spadochroniarzy, które działają pod dowództwem operacyjnym regionalnych Dowództw (Północnego, Centralnego i Południowego).

## Zadania

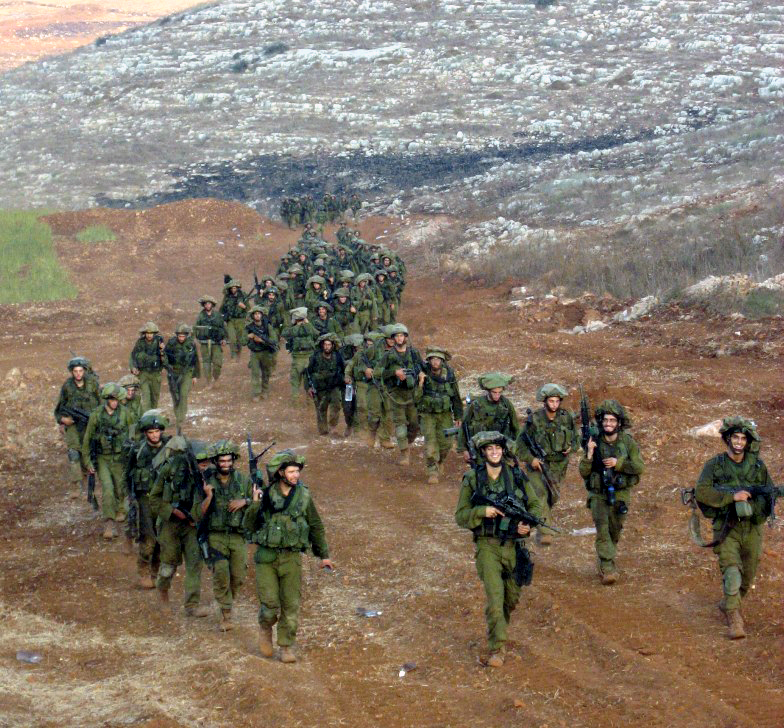
Żołnierze izraelskiego korpusu piechoty

Korpus piechoty, obok wojsk pancernych i inżynieryjnych stanowi najbardziej zaawansowany związek taktyczny Sił Obronnych Izraela. Poza realizowaniem operacji specjalnych, siły korpusu piechoty działają w celu zapewnienia rutynowego bezpieczeństwa państwa Izrael.
Piechota jest odpowiedzialna za szkolenie wszystkich izraelskich sił lądowych. Żołnierze piechoty szkolą się do walki z partyzantką, terrorystami i prowadzenia działań w sytuacjach kryzysowych. Bywają one niezwykle złożone i wymagają podejmowania zróżnicowanych zadań. Podczas działań bojowych piechota jest dominującym czynnikiem w realizacji misji Sił Obronnych Izraela. Bardzo często żołnierze muszą prowadzić działania w trudnym terenie, który uniemożliwia na wykorzystanie pojazdów bojowych (obszary miejskie, góry, teren skalisty). Z tego powodu jednostki piechoty są tak wyszkolone, uzbrojone, wyposażone i zorganizowane, by mogły prowadzić działania niezależnie od wszelkich sytuacji. Od żołnierzy jest wymagana umiejętność obsługiwania wielu rodzajów uzbrojenia, w tym broni precyzyjnych. Zwiększa to samodzielność i mobilność jednostek. Do najważniejszych celów stawianych przed piechotą należą: ochrona granic, działania patrolowe i obserwacyjne, działania antyterrorystyczne i podjazdowe, w przypadku wojny lub konfliktu szybkie osiągnięcie przewago taktycznej i zniszczenie sił wroga.
Wojska powietrznodesantowe są nieliczne. Celem spadochroniarzy jest przeprowadzanie działań specjalnych na tyłach wroga i niszczenie sił przeciwnika w walce pieszej lub przy wsparciu lekkich pojazdów opancerzonych.

## Struktura
Korpus piechoty od strony organizacyjnej i szkoleniowej podlega Dowództwu Wojsk Lądowych, które opracowuje koncepcje współczesnego pola walki. Do zmieniających się potrzeb dostosowywane są systemy szkoleń, uzupełnienia kadrowe i zakupy uzbrojenia. Dowództwo Wojsk Lądowych nie może uruchamiać sił lądowych do działań operacyjnych. W okresie wojny lub konfliktu zbrojnego, Dowództwo Wojsk Lądowych pełni funkcje doradcze dla Sztabu Głównego, który uruchamia siły lądowe poprzez rozkazy wykonywane w Dowództwach Północnym, Centralnym i Południowym.
Na poziomie Dowództwa Wojsk Lądowych korpus piechoty ma następującą strukturę organizacyjną:
- 828 Szkoła Dowodzenia Oddziałami Piechoty (Bislamah)
  - 17, 450 i 906 Bataliony Piechoty
- Centrum Treningowe Spadochroniarzy (Marhom)
- Centrum Szkolenia Piechoty (Bahad 8)

Żołnierze po przejściu systemu szkoleń podstawowych i specjalistycznych są kierowani do dywizji piechoty. Dywizje składają się zazwyczaj z dwóch lub trzech brygad piechoty, dzielonych na dwa do pięciu bataliony. Brygada piechoty liczy od 2 do 5 tys. żołnierzy. Od 2002 każdy batalion składa się z dwóch kompanii, w tym kompanii żołnierzy służby stałej. Każda kompania dysponuje plutonem wsparcia (drużyna moździerzy, drużyna rozpoznania, drużyna przeciwpancerna z operatorem pocisków Spike). Każda brygada posiada własną bazę szkoleniową odpowiedzialną za szkolenia i selekcję wszystkich żołnierzy i dowódców.
| DowództwoPołudniowe: - 84 Brygada Giwati - Dywizja Terytorialna Gaza - Dywizja Terytorialna Edom | Dowództwo Centralne: - 900 Brygada Kfir - 933 Brygada Nachal - 98 Dywizja Spadochronowa (Ha-Esz) - Dywizja Terytorialna Judei i Samarii | Dowództwo Północne: - 1 Brygada Golani - Dywizja Terytorialna Galil |

## Uzbrojenie
Korpus piechoty szkoli żołnierzy walczących w większości pieszo (piechota) i uzbrojonych w broń indywidualną. Jednak postęp technologii na współczesnym polu walki doprowadził do stworzenia jednostek piechoty zmotoryzowanej wykorzystującej transportery opancerzone i bojowe wozy piechoty.

### Broń indywidualna
Większość izraelskich żołnierzy posługuje się karabinami automatycznymi z rodziny karabinów M16, w większości karabinem M16A2 (kaliber broni 5,56 mm). Popularna jest także skrócona wersja karabinu szturmowego CAR-15 (5,56 mm), karabin szturmowy M4 i M4A1 (5,56 mm). Od 2006 żołnierze Brygady Giwati i Brygady Golani posiadają karabiny szturmowe Tavor (5,56 mm). W przyszłości karabiny te wejdą także w uzbrojenie Brygady Kfir. Wszystkie powyżej wymienione karabiny posiadają możliwość podczepienia różnorodnych akcesoriów, takich jak np. celownik optyczny, celownik noktowizyjny, latarka taktyczna lub granatnik podwieszany M203 (40 mm). Dodatkowo żołnierze są uzbrojeni w różnorodne granaty ręczne (odłamkowe, dymne, ogłuszające i inne).
Podstawowymi karabinami maszynowymi są: Negev (5,56 mm) i FN MAG (7,62 mm). Z ciężkiego uzbrojenia używane są: ciężkie karabiny maszynowe Browning M2 (12,7 mm) i granatniki Mk 19 (40 mm).
Uzbrojeniem strzelców wyborowych są: zmodyfikowana wersja karabinu automatycznego M16A2E3 (5,56 mm), karabin wyborowy SR 25 (7,62 mm), karabin wyborowy Mauser SR 86 (7,62 mm), karabin M24 SWS (7,62 mm) i karabin Barrett M82 (12,7 mm).

### Pociski rakietowe
Do walki z pojazdami opancerzonymi izraelska piechota jest uzbrojona w granatniki przeciwpancerne RPG-7 (40 mm), M72 (66 mm), B-300 (82 mm) i MATADOR (90 mm). Rakiety przeciwpancerne są stosunkowo niedrogie i proste w obsłudze, a zatem doskonałe do rażenia celów takich jak pojazdy i umocnione stanowiska obrony wroga.
Natomiast do walki bronią pancerną używa się o wiele droższych i bardziej skomplikowanych w obsłudze przeciwpancernych pocisków kierowanych: BGM-71 TOW i Spike.

### Pojazdy
Izraelska piechota wykorzystuje różne pojazdy mechaniczne do transportu wojska i zaopatrzenia, a także do zwiadu, walki i ewakuacji. Podstawowymi pojazdami piechoty są: uniwersalne pojazdy terenowe Humvee, patrolowe pojazdy Storm, opancerzone pojazdy Wolf i wielozadaniowe pojazdy terenowe Abir. Pojazdy te nie przewożą ciężkiego uzbrojenia, ponieważ głównym ich przeznaczeniem są zadania patrolowe i transportowe. Niektóre konfiguracje Humvee są uzbrojone w karabiny maszynowe i rakiety przeciwpancerne. Do rozpoznania używane są lekkie pojazdy RBY Mk I.
W warunkach pola walki wykorzystywane są transportery opancerzone M113, na których instalowane są ciężkie karabiny maszynowe, moździerze i rakiety przeciwpancerne. Jest to przestarzały transporter, którego zdolności bojowe i obronne są już mocno ograniczone. Z tego powodu przerobiono stare zdobyczne arabskie czołgi T-55 na ciężkie transportery opancerzone Achzarit. Są one wykorzystywane głównie w Brygadzie Golani i Giwati. Natomiast stare czołgi Centurion przerobiono na pojazdy opancerzone Nagmaszot (wykorzystywany na terytoriach Autonomii Palestyńskiej), Nakpadon (wykorzystywany na granicy z Libanem) i Puma. Na podstawie czołgu Merkawa skonstruowano bojowy wóz piechoty Namer.

## Dowódcy Korpusu Piechoty
- Aaron Davidi (1965–1968)
- Refa’el Etan (1968–1972)
- Emanuel Shaked (1972–1974)
- Dan Szomron (1974–1976)
- Uri Simhoni (1976–1978)
- Mattan Wilnaj (1978–1981)
- Amos Yaron (1981–1983)
- Jicchak Mordechaj (1983–1985)
- Szmuel Arad (1985–1988)
- David Agmon (1988–1991)
- Doron Almog (1991–1993)
- Giora Eiland (1993–1996)
- Jair Naveh (1996–1999)
- Israel Ziv (1999–2001)
- Gadi Shamni (2001–2003)
- Jossi Hyman (2003–2006)
- Jossi Bachar (2006)
- Noam Tivon (2006–2007)
- Jossi Bachar (2007–2010)
- Micki Edelstein (2010–nadal)[2]